# Wyochernes hutsoni
Wyochernes hutsoni är en spindeldjursart som beskrevs av Clarence Clayton Hoff 1949. Wyochernes hutsoni ingår i släktet Wyochernes och familjen blindklokrypare. Inga underarter finns listade i Catalogue of Life.